# Beni Snous
Beni Snous (în arabă بنى سنوس) este o comună din provincia Tlemcen, Algeria.
Populația comunei este de 11.318 locuitori (2008).